# Гари Бекър
 Гари Стенли Бекър (на английски: Gary Stanley Becker) е американски икономист и нобелов лауреат по икономика за 1992 г.

## Биография
Роден е на 2 декември 1930 г. в Потсвил, Пенсилвания, получава бакалавърска степен в Принстънския университет през 1951 г. и докторска в Чикагския университет (1955). Преподава в Колумбийския университет от 1957 до 1968 г., а по-късно се завръща в Чикагския университет, където държи съвместно длъжности в департаментите по икономика, социология и в Booth School of Business.
Умира на 3 май 2014 година в Чикаго.

## Награди и отличия
Бекер печели Медал Джон Бейтс Кларк през 1967 и е награден с Нобелова награда за икономика през 1992 г., получава Президентски медал за свобода през 2007 г.
Гери Бекър е прилагал икономическата теория за изследване на нетрадиционни проблеми като дискриминацията, престъпността, семейството и наркоманията.